# Philip Hitschler-Becker
Philip Hitschler-Becker (* 13. Dezember 1987 in Köln) ist ein deutscher Unternehmer. Er führt seit November 2017 das Süßwaren-Unternehmen Hitschler.

## Karriere
Hitschler-Becker studierte nach seinem Abitur Betriebswirtschaftslehre in den Niederlanden und Australien. Danach war er sechs Jahre im Bereich Marketing und Vertrieb bei Danone und Iglo tätig. Im Alter von 29 Jahren übernahm er die Geschäftsführung des Familienunternehmens. Zuvor hatten seit dem Tod von Karl Walther Hitschler im Jahr 2010 für sieben Jahre familienfremde Manager die Geschäftsführung übernommen.
Seit November 2017 hat das Unternehmen unter seiner Führung Veränderungen erfahren. So ist es seither verstärkt in den sozialen Netzwerken präsent und der Markenname 2021 in hitschies umbenannt worden. Innerhalb weniger Jahre konnte der Umsatz erheblich (im Jahr 2023 auf einen Gesamtumsatz von 60 Mio. Euro) gesteigert werden.